# Esen-tajši
Esen-tajši (mongolsky Эсэн тайш, † 1454/1455) byl od roku 1439 ojratský vládce s titulem tajši, syn a následník Togon-tajšiho. Roku 1449 v bitvě u Tchu-mu zajal Jing-cunga císaře čínské říše Ming, nedokázal však svého úspěchu využít a přestože se roku 1453 prohlásil chánem Mongolska, jeho autorita upadla a záhy padl v boji proti vzbouřencům.

## Život
Esen byl synem ojratského vládce, tajšiho, Togona. Za života otce se vyznamenal ve válce s Mogulistánem. V bojích opakovaně porazil nepřítele a dokonce dvakrát zajal chána Mogulistánu Sultan Uwajs Chána. Roku 1439 po smrti otce převzal vládu nad Ojraty. Přes formální podřízenost mongolskému chánovi Togto Bukovi, manželu Esenovy sestry, byl faktickým vládcem Mongolů. V první polovině čtyřicátých let 15. století ovládl Chami na Hedvábné cestě a mongolská knížectví v Kan-su, ve druhé polovině téhož desetiletí si podrobil Urianchajce (na východě vnitřního Mongolska) a sjednotil tím Mongolsko.
Esen udržoval diplomatické a obchodní styky s čínskou říší Ming. Mingové však odmítali svobodný obchod a omezovali kontakty na výměnu tributu přinášeného Mongoly za dary mingské vlády. Početnost poselstev vysílaných Esenem během čtyřicátých let vzrostla z několika málo set na tisíce mužů, až Číňané začali protestovat a roku 1449 poskytli Mongolům jen pětinu požadovaného zboží. Mongolové se rozhodli vzít si ho silou. Bezprostřední záminkou k válce bylo odmítnutí Esenovy žádosti o císařskou princeznu pro jeho syna.
V červenci 1449 Mongolové zahájili rozsáhlou invazi do Číny. Na východě chán Togto Buka s Urianchajci zaútočil na Liao-tung. Druhá mongolská armáda vytáhla na Süan-fu a třetí, v čele s Esenem, postupovala na Ta-tchung. Proti Mongolům vytáhla narychlo shromážděná mingská armáda v čele se sebevědomým císařem Jing-cungem. Neschopné vedení mingské armády vyústilo v její drtivou porážku mnohem slabším Esenovým oddílem a zajetí Jing-cunga. Číňané ale po překonání šoku vybrali nového císaře, Jing-cungova bratra Ťing-tchaje, Esen nebyl schopen svůj úspěch využít k získání jakýchkoliv výhod a tak roku 1450 uzavřel s Mingy mír a Jing-cunga vrátil.
V letech 1450–1451 potlačil vzpouru Urianchajců. Začátkem 50. let se dostal do konfliktu s chánem Togto Bukou, kvůli určení jeho nástupce, v bojích chánův mladší bratr Arbadžin přešel k Esenovi a chán zahynul. Esen Arbadžina oženil se svou dcerou a jmenoval novým chánem. Vzápětí ho však nechal zabít a chánem se prohlásil sám.
Novým tajšim Ojratů poté Esen vybral svého staršího syna Amasandže. To vyvolalo vzpouru části Ojratů vedenou Alag Temürem, hodnostářem který se pokládal za vhodnějšího kandidáta na hodnost tajši. Následovala bitva, ve které byl Esen poražen a brzy zahynul.